# Корешков, Виктор Викторович
Виктор Викторович Корешков (25 апреля 1952, Москва — 2 марта 2011, Москва) — советский актёр театра и кино.

## Биография
Родился в Москве. По окончании Щепкинского училища в 1977 году был принят в Московский академический театр им. Вл. Маяковского. Наиболее значимой стала роль Сергея — в спектакле А. Гончарова «Леди Макбет Мценского уезда».
В конце 1980-х годов ушёл из театра и занялся предпринимательством. Снимался в кино.
Был трижды женат. Первой супругой была Наталья Хорохорина, однокурсница по Щепкинскому училищу, от которой он ушёл к Наталье Гундаревой (вместе с ней играл в спектакле «Леди Макбет Мценского уезда»). В третий раз женился на солистке ВИА «Весёлые ребята» Валентине Игнатьевой. В браке с Валентиной, длившемся 4 года, у них родился сын, Иван Корешков, который закончил театральный институт, но в дальнейшем стал священником РПЦ.
Четвёртой, на этот раз гражданской супругой была Наталья, с которой он прожил до своего последнего дня.
Скончался ночью 2 марта 2011 года от остановки сердца. Похоронен в Подмосковье, на Селезнёвском кладбище.

## Фильмография
- 1977 — Предательница — кавалер в кафе
- 1980 — Мнимый больной — эпизод
- 1982 — Схватка
- 1983 — Здесь твой фронт — Михаил Маркелов, заводской специалист
- 1984 — Второй раз в Крыму — Тиссо
- 1984 — Репортаж с линии огня
- 1984 — Я за тебя отвечаю
- 1985 — Право любить
- 1985 — Следствие ведут знатоки. Полуденный вор (Дело N18) — капитан
- 1987 — Акция — эпизод
- 1988 — Государственная граница. На дальнем пограничье — полковник Гордеев
- 1990 — Место убийцы вакантно… — эпизод
- 1991 — Любимчик — «Крепыш»